# Gas intracúmulo
En astronomía, el Gas Intracúmulo o ICM (Intracluster medium, por su abreviación en inglés) es el plasma supercaliente presente en el centro de un cúmulo de galaxias. Este gas se calienta a temperaturas del orden de 10 a 100 megakelvins y está compuesto principalmente de hidrógeno y helio ionizado , siendo el contenedor de la mayoría del material bariónico en el cúmulo. El ICM emite fuertemente radiación de rayos X.

## Calentamiento
El ICM se calienta a altas temperaturas por la energía gravitacional liberada por la formación de la agrupación de estructuras más pequeñas. La energía cinética adquirida en el campo gravitacional se convierte en energía térmica por choques. La temperatura máxima se asegura de que los elementos presentes en el ICM son ionizados. Los elementos ligeros en el ICM tienen todos los electrones separados de sus núcleos.

## Flujos de enfriamiento
El plasma en los cúmulos, con un tiempo de enfriamiento menor al resto del sistema, se enfría debido a la fuerte radiación de rayos X. Como la densidad del ICM es mayor al centro de los cúmulos, el tiempo de enfriamiento cae de manera significativa. El gas enfriado en el centro no soporta el peso del gas caliente externo, la presión impulsa al gas caliente hacia adentro, acción llamada como flujo de enfriamiento. Esta entrada de gas da como resultado regiones aptas para una nueva formación estelar. Sin embargo, telescopios como el Observatorio de rayos X Chandra han obtenido imágenes que no indican signos de formación de nuevas estrellas como se suponía en dichas regiones.

## Composición
El ICM se compone principalmente de bariones ordinarios (principalmente hidrógeno y helio ionizado). Este plasma está enriquecido con elementos pesados, como el hierro. La cantidad de elementos pesados en relación con hidrógeno (conocido como metalicidad en la astronomía) es más o menos una tercera parte del valor en el sol. La mayoría de los bariones en el cúmulo (80-95 %) residen en el ICM, en lugar de en la materia luminosa, como las galaxias y las estrellas. Sin embargo, la mayor parte de la masa de un cúmulo de galaxias se compone de la materia oscura.
El fuerte campo gravitatorio de cúmulos significa que pueden retener incluso elementos creados en supernovas de alta energía. El estudio de la composición de la ICM en corrimiento al rojo variable (que resulta en mirar en diferentes puntos atrás en el tiempo), puede dar un registro de producción de elementos en el universo si son típicos.

## Observación

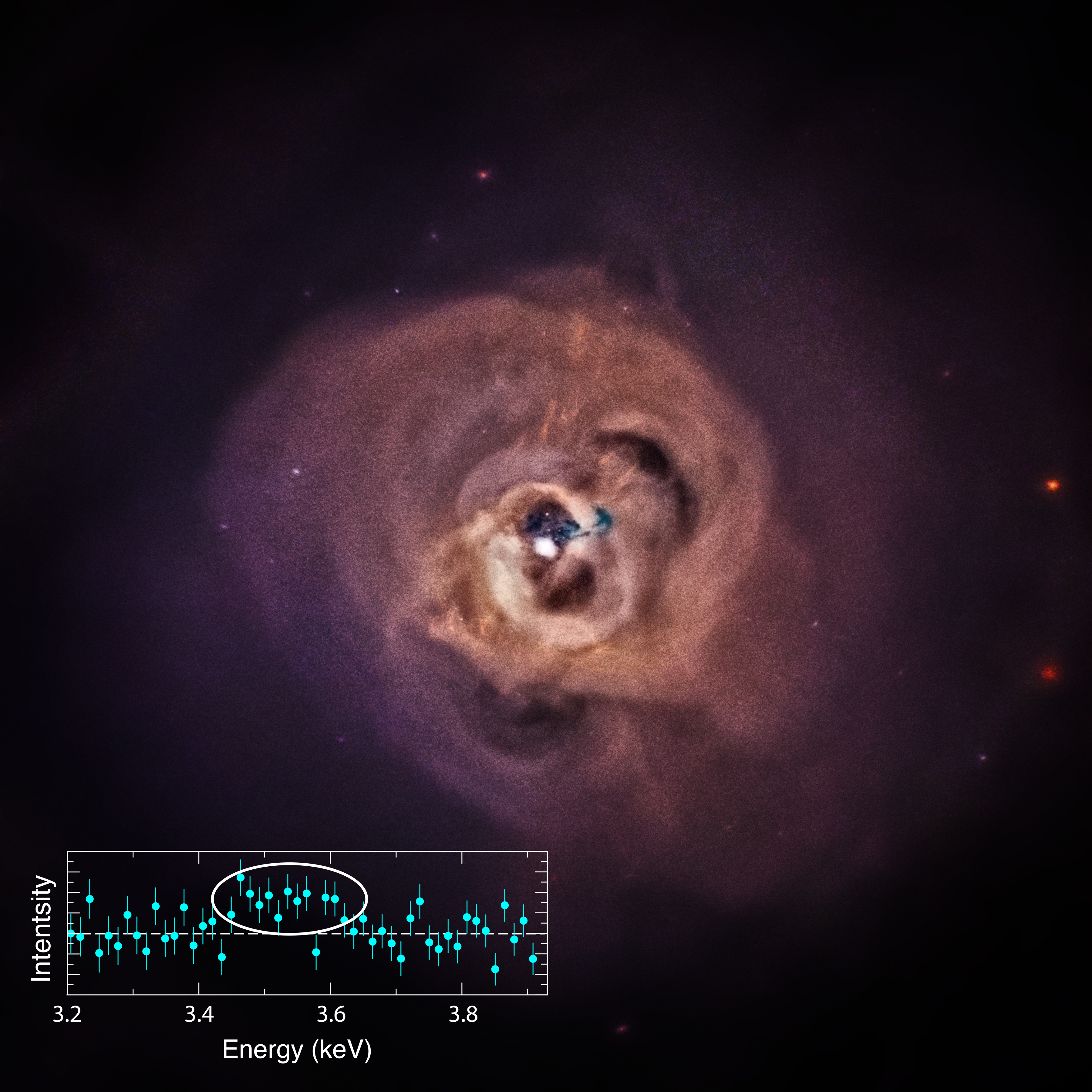
Imagen del Cúmulo de Perseo por el Observatorio Chandra de Rayos X.

Como el ICM es tan caliente, emite principalmente radiación de rayos X por el proceso de radiación de frenado y, las líneas de emisión de rayos X de los elementos pesados. Estos rayos X se pueden observar usando un telescopio de rayos X. Dependiendo del telescopio, se pueden hacer mapas de la IC (la emisión de rayos X es proporcional a la densidad de la ICM al cuadrado), y se pueden obtener los espectros de rayos X. El brillo de los rayos X nos habla de la densidad del gas. Los espectros permiten que la temperatura y la metalicidad de la ICM sean medidos.
Aunque el ICM contiene la mayor parte de los bariones, no es muy denso, con valores alrededor de 10−3 partículas por centímetro cúbico. El camino libre medio de las partículas es de 1016 m, aproximadamente un año luz. La densidad del ICM se eleva conforme se acerca al centro del cúmulo. La temperatura del ICM se reduce en las regiones centrales a un medio o un tercio del valor exterior. Una vez que la densidad del plasma alcanza un valor crítico, las interacciones entre los iones garantizan el enfriamiento a través de la radiación de rayos X. En algunos grupos (por ejemplo, el cúmulo de Centauro) la metalicidad del gas puede elevarse por encima de la del sol.
Las mediciones de los perfiles de temperatura y densidad en cúmulos de galaxias permiten determinar la distribución de la masa del ICM a través del equilibrio hidrostático. Las distribuciones obtenidas a partir de estos métodos revelan masas que superan la masa luminosa observada, por lo tanto, indican la presencia de materia oscura en los cúmulos de galaxias. El efecto Compton en fotones de baja energía que interactúan con electrones en el IMC causa distorsiones en la radiación de fondo de microondas, causando el efecto Siunyáiev-Zeldóvich. Estas distorsiones en la temperatura son usadas por radiotelescopios como el Telescopio Polo Sur para detectar cúmulos de galaxias densos con corrimiento al rojo.